# Chomutovskij rajon
Il Chomutovskij rajon (in russo Хомутовский район?) è un rajon dell'Oblast' di Kursk, nella Russia europea; il capoluogo è Chomutovka. Istituito nel 1928, ricopre una superficie di 1.194 chilometri quadrati e consta di una popolazione di circa 13.000 abitanti.